# Leland (Michigan)
Leland ist eine Kleinstadt (Unincorporate Community) im US-Bundesstaat Michigan innerhalb des Leland Townships im Leelanau County.

## Geschichte
Leland wurde auf dem Gebiet eines der größten Ottawa-Dörfer auf der Halbinsel Leelanau errichtet. An der Mündung des Leland River in den Lake Michigan gab es einen natürlichen Fischweg, der für die amerikanischen Ureinwohner eine traditionelle Stelle zum Fischen war.
Die Siedlung wurde Mishi-me-go-bing oder Che-ma-go-bing und Chi-mak-a-ping genannt.
Für die weißen Siedler, die ab den 1830er Jahren ankamen, war der Fischreichtum der Gegend ebenso von Vorteil. Die Besiedlung durch Weiße verstärkte sich, nachdem Antoine Manseau mit seinem Sohn Antoine Jr. und John Miller 1854 einen Damm und eine Sägemühle am Fluss errichteten. Der Bau des Dammes erhöhte den Wasserspiegel um mehr als 3,5 m, aus drei natürlichen Seen wurde so ein einziger See, heute bekannt als Lake Leelanau (der bis zur Gemeinde Cedar, ungefähr 10 Kilometer landeinwärts, schiffbar ist). Die Siedler bauten hölzerne Docks, die es Dampfern und Schonern ermöglichte, neue Siedler und Material zu transportieren.

## Die Stadt heute
Es existieren zwei Fischerei-Betriebe und ein blühendes Charter-Fischerei-Geschäft.
Leland verfügt über drei Strände, einen kleinen Hafen, von dem täglich Fähren zur South- and North Manitou Island verkehren, eine kleine „Fishtown“, wo man Räucherlachs und andere frische Fischprodukte kaufen kann, ein Hotel, mehrere Restaurants, etliche kleine Läden, Einfamilienhäuser, eine große Sportanlage, ein Segelclub sowie ein Golfplatz.

## Persönlichkeit
- Alisha Glass (* 1988), Volleyballspielerin